# Melinohippus ritchiei
Melinohippus ritchiei är en insektsart som beskrevs av Nicholas David Jago 1996. Melinohippus ritchiei ingår i släktet Melinohippus och familjen gräshoppor. Inga underarter finns listade i Catalogue of Life.